# 리나레스궁

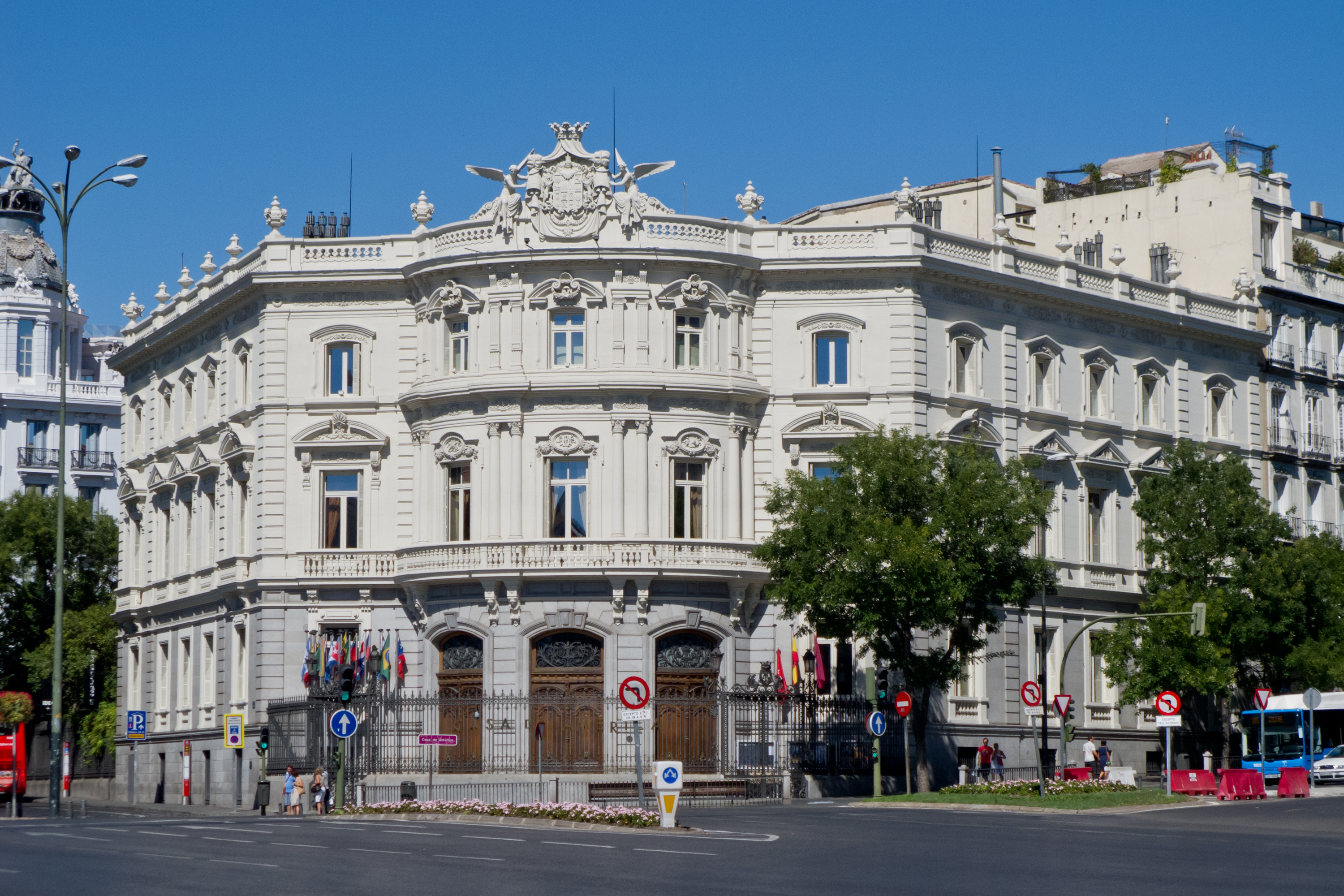
리나레스 궁전

리나레스 궁전(스페인어: Palacio de Linares)은 스페인 마드리드에 있는 궁전이다.